# Sukhoi Su-2
Il Sukhoi Su-2 (in caratteri cirillici Сухой Су-2) era un monomotore da attacco al suolo ad ala bassa progettato dall'OKB 51 diretto da Pavel Osipovič Suchoj e sviluppato in Unione Sovietica nei tardi anni trenta.
Impiegato negli anni successivi nei reparti della Sovetskie Voenno-vozdušnye sily (VVS), l'aeronautica militare sovietica, in missioni di appoggio tattico, bombardamento leggero e ricognizione aerea, si rivelò poco efficace venendo presto sostituito nel ruolo per cui era stato inizialmente sviluppato dal più moderno Ilyushin Il-2 Šturmovik.

## Storia del progetto
Nel 1936 le autorità militari sovietiche formularono una specifica, ordine nr. 452 identificata come "Ivanov", per la fornitura di un nuovo modello da destinare alla ricognizione aerea ed in grado anche di attaccare efficacemente l'obiettivo una volta scoperto. Del suo sviluppo venne incaricato l'ufficio di progettazione (OKB) 156 diretto da Andrej Nikolaevič Tupolev che a sua volta incaricò del suo progetto Pavel Suchoj, a quel tempo parte degli ingegneri che ne formavano l'ufficio tecnico.
Pavel Suchoj disegnò un velivolo dall'impostazione, per l'epoca moderna, che riprendeva delle caratteristiche del britannico Fairey Battle il quale aveva favorevolmente impressionato l'opinione internazionale. Il progetto, identificato inizialmente come ANT-51 (Andrej Nikolaevič Tupolev, in cirillico Антон Николаевич Туполев nr. 51), era caratterizzato da una cellula con abitacolo biposto equipaggiata con un motore radiale raffreddato ad aria, dalla configurazione alare monoplana e dal carrello d'atterraggio retrattile. Il prototipo, motorizzato con uno Shvetsov M-62 in grado di erogare una potenza pari a 820 hp (610 kW), venne portato in volo per la prima volta il 25 agosto 1937 dal pilota collaudatore Mihaíl Mihájlovič Grómov che gli consentì di raggiungere una velocità massima di 403 km/h alla quota di 4 700 m (15 420 ft). Le prestazioni raggiunte risultavano inferiori alle aspettative tuttavia, valutando che comunque la base del progetto sembrava promettente venne deciso di svilupparne una nuova versione dotandola di un motore più potente. Equipaggiato con un radiale Tumansky M-87 da 1 000 hp (746 kW) l'ANT-51 riuscì a toccare i 468 km/h a 5 600 m (18 370 ft), sufficienti per convincere la commissione incaricata della valutazione che ne consigliò l'avvio alla produzione in serie identificandolo ufficialmente come BB-1 (Bližnij Bombardirovŝik, in cirillico Ближний Бомбардировщик, ovvero bombardiere a corto raggio). Nel 1940 il modello venne ridesignato Su-2 e il motore M-87, rivelatosi inaffidabile, venne sostituito da un Tumansky M-88. Durante i test questa versione alleggerita equipaggiata con un M-88B riuscì a raggiungere i 512 km/h.
Nell'estate 1941, al momento dell'attacco tedesco, l'industria aeronautica sovietica si trovava ad affrontare una crisi dovuta all'incapacità di sviluppare in tempi brevi un velivolo efficace in quel ruolo, situazione risolta solo con l'avvento dell'Il-2m3, e si trovò costretta ad avviare programmi di miglioramento dei modelli già in linea. In questo contesto nel tentativo di migliorare l'efficacia del Su-2 l'OKB 51 si orientò nell'adozione di una motorizzazione più potente, il radiale M-82 da 1 500 CV (1 134 kW), e nella rimozione della torretta dorsale, interventi che non riuscirono a dare risultati apprezzabili. Oramai consapevoli dei limiti tattici del modello e delle probabili alte perdite, i reparti della VVS intervennero sul Su-2 semplicemente caricandolo ulteriormente di bombe e razzi supponendo che l'aumento della capacità offensiva aumentasse almeno in parte la possibilità di successo. Questa versione, identificata come Su-4, così come il suo successivo sviluppo, l'ampiamente rivisto Su-6, vennero velocemente sostituiti appena disponibili gli Il-2m3, relegati ai compiti di seconda linea o come caccia d'emergenza in caso di necessità. La produzione, iniziata nel 1940, probabilmente venne interrotta prima della metà del 1942.

## Tecnica
Il Su-2 era un velivolo dall'aspetto convenzionale, realizzato in tecnica mista, un monomotore in configurazione traente, monoplano, biposto e carrello retrattile.
La fusoliera, in semi-monoscocca con struttura realizzata con longheroni in legno e ricoperta da pannelli in compensato, presentava l'unico lungo abitacolo collocato in posizione arretrata rispetto al vano motore, dove prendevano posto i due membri dell'equipaggio, l'anteriore per il pilota ed il posteriore, integrata nelle prime versioni da una torretta a palla, destinata all'osservatore e mitragliere di coda, entrambi caratterizzati da una buona visibilità. L'abitacolo era completamente blindato con corazzature dai vari spessori spessa fino a 9 mm. Posteriormente si raccordava terminando in un impennaggio classico monoderiva con le superfici di controllo verticali ed orizzontali ricoperte in tela trattata.
La velatura era monoplana, con l'ala interamente metallica, posizionata bassa sulla fusoliera, realizzata in duralluminio, principalmente, ed acciaio, tranne le superfici di controllo, ricoperte in tela trattata.
Il carrello d'atterraggio era un triciclo posteriore classico, interamente retrattile, con i due elementi principali che si richiudevano con movimento verso l'interno ed andavano ad integrarsi nel piano alare, integrati da un ruotino d'appoggio posizionato sotto la coda.
La propulsione era affidata ad un motore radiale, nella versione più prodotta uno Shvetsov M-82 a 14 cilindri doppia stella in grado di erogare una potenza pari a 1 400 hp (1 044 kW), posizionato all'apice anteriore della fusoliera ricoperto da una cofanatura metallica ed abbinato ad un'elica tripala protetta sul mozzo da un'ogiva conica.
L'armamento variava a seconda della versione, tuttavia generalmente consisteva in quattro mitragliatrici ShKAS calibro 7,62 mm inserite nelle semiali e sparanti fronte volo fuori del disco dell'elica, integrate da un'ulteriore ShKAS che costituiva l'unico armamento della torretta a bolla, a disposizione del mitragliere, il cui movimento era ad azionamento meccanico. Alcuni esemplari adottavano una sesta ShKAS posizionata sul pavimento della cabina. Nelle missioni di bombardamento ed appoggio tattico erano utilizzati quattro punti d'attacco subalari che potevano trasportare un carico di bombe da caduta  fino a 600 kg o 10/20 razzi non guidati RS-82 o RS-132.

## Impiego operativo

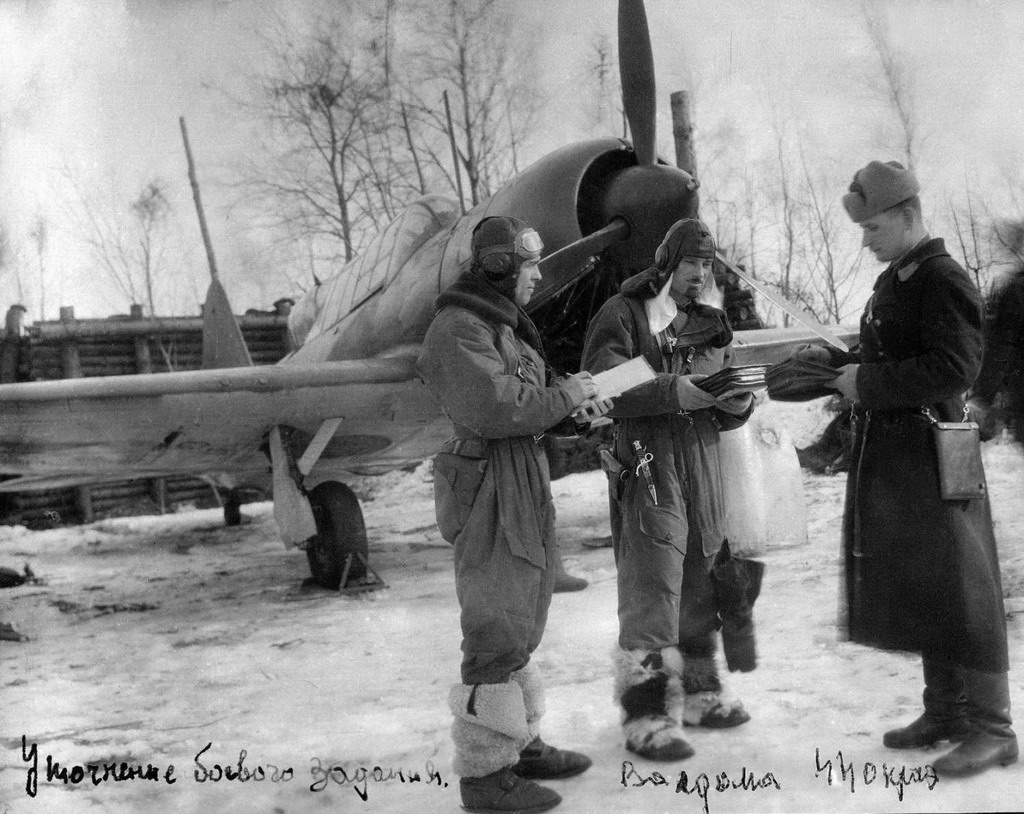
Un equipaggio della VVS in tenuta invernale davanti al proprio Su-2.

Il Su-2 entrò in servizio nella seconda metà del 1940 
Durante la prima fase della Seconda guerra mondiale la Luftwaffe prevedeva l'utilizzo di copertura aerea alle truppe di terra anche grazie ai reparti da caccia (Jagdgeschwader - JG), e benché le tattiche di combattimento cambiassero rapidamente durante l'avanzata sul fronte orientale (o secondo la bibliografia sovietica Grande Guerra Patriottica) a metà del 1941 riuscirono ancora a infliggere gravi perdite ai sovietici. La VVS non aveva in linea modelli di aereo in grado di contrastare efficacemente l'avanzata della Wehrmacht ed il tentativo di migliorare il Su-2 motorizzato M-88B si rivelò un insuccesso in quanto il velivolo risultò estremamente vulnerabile e praticamente incapace di difendersi affidandosi alla sola ingombrante torretta dorsale armata di una singola mitragliatrice di piccolo calibro ad azionamento manuale.
Secondo le stime erano circa 100 i Su-2 in servizio con la Frontovaya Aviatsya al momento dell'attacco tedesco, ma nelle prime settimane sia l'artiglieria contraerea che la caccia della Luftwaffe riuscirono ad abbatterne a decine, inoltre, complice anche la scarsa preparazione degli equipaggi sovietici in quella fase del conflitto, il Su-2 si dimostrò sostanzialmente inefficace come arma contro obiettivi mobili. Ciò nonostante rimase in servizio almeno fino ai primi mesi 1944 quando il 650º reggimento da bombardamento aereo (650-й бап) che lo aveva ancora in carico lo sostituì con gli Il-2 Šturmovik.
Nelle missioni di appoggio tattico alle truppe dell'Armata Rossa il Su-2 venne egregiamente sostituito dal Il-2 Šturmovik, in quelle di bombardamento tattico dai bimotori Petlyakov Pe-2 e Tupolev Tu-2.

## Varianti
Su-2
versione bombardiere leggero-ricognitore biposto, inizialmente identificata come BB-1.
ShB (ШБ)
prototipo, variante proposta per l'attacco a terra, equipaggiata con un motore M-88A, dotata di un diverso carrello d'atterraggio che ruotava le gambe di forza principali di 90° prima di iniziare a retrarle verso coda per rientrare nel profilo alare (come nello statunitense Curtiss P-40). Capacità di trasporto bombe incrementata a 600 kg. Realizzata nel 1940, Questa variante non entrò in produzione per la disponibilità dell'Ilyushin Il-2.
Su-4
evoluzione dell'originario Su-2, originariamente intesa per essere equipaggiata con il motore Urmin M-90 da 2,100 hp (1,565 kW), ma in seguito motorizzato con uno Shvetsov M-82 (anche alcuni Su-2 vennero equipaggiati con l'M-82). A causa della scarsa disponibilità di duralluminio, gli elementi strutturali dell'ala vennero realizzati in legno con ricopertura in compensato. L'armamento alare venne cambiato dalle quattro mitragliatrici ShKAS calibro 7.62 mm a due Berezin UB calibro 12,7 mm. Un prototipo costruito, non seguì la produzione in serie.

## Documentario
Bombardiere leggero Su-2.
Un documentario in russo realizzato in URSS il 14 ottobre 1941.
Союзкиножурнал, выпуск № 100 от 14 октября 1941 года

## Utilizzatori
Unione Sovietica
- Sovetskie Voenno-vozdušnye sily